# John Alfred Valentine Butler
John Alfred Valentine Butler (* 14. Februar 1899 in Winchcombe, Gloucestershire, England; † 16. Juli 1977) war ein britischer Chemiker mit dem Schwerpunkt Physikalische Chemie. 
Er hat maßgeblich daran mitgearbeitet, die Thermodynamische Elektrochemie, die die erste Hälfte des 20. Jahrhunderts beherrschte, zur Kinetischen Elektrochemie weiterzuentwickeln. Nach ihm und Max Volmer wurde die Butler-Volmer-Gleichung benannt. Er wurde 1956 zum Fellow der Royal Society gewählt.